# 원주 주포리 미륵불 및 삼층석탑
원주 주포리 미륵불 및 삼층석탑(原州 周浦里 彌勒佛 및 三層石塔)은 대한민국 강원특별자치도 원주시 귀래면 주포리에 있는, 황산사의 옛 터에 남아 있는 3층 석탑과 이 터에서 멀리 떨어진 뒷산의 높은 봉우리에 조각되어 있는 불상이다. 1984년 6월 2일 강원도의 문화재자료 제22호로 지정되었다.

## 주포리 미륵불
불상은 화사하게 장식된 연꽃받침 위에 앉아있는 모습으로, 네모진 얼굴에 눈·코·입·귀 등을 큼직하게 새겨 토속적인 인상을 준다. 얇게 새긴 옷은 양 어깨에 걸쳐 있는데 주름의 표현이 분명하지 않고, 손의 모양도 뚜렷하지 않다. 전체적으로 머리에 비해 체구가 작고, 팔이나 손 등의 표현이 투박하고 토속적이어서 고려시대 전기에 새긴 것으로 추측된다. 당시 지방화되어 가던 고려시대의 석불양식 연구에 좋은 자료가 되고 있다.

### 현지 안내문
고려시대에 만들어진 높이 10m의 마애불좌상이다. 거대한 암벽면을 이용하여 얼굴은 돋을새김으로, 신체는 선각으로 조각하였다.
얼굴은 신체에 비하여 큰데, 네모난 얼굴에 눈이 수평으로 길며, 토와 입이 큼직하게 표현되어 있다. 몸은 음각으로 새겼는데, 마모와 탈락이 심하여 구체적인 옷의 형태나 손모양을 파악하기는 어렵다. 부처가 앉아 있는 자리는 꽃잎의 끝이 위로 향해 있는 연꽃모양인데 양쪽 끝 부분만이 선명하게 보인다.
폭이 넓은 큰 코에 눈과 입이 투박하고, 전체적으로 토속성 짙은 얼굴 모습은 고려시대 돌조각에서 나타나는 특징 중 하나이다. 현재 강원도에는 이처럼 암벽면을 깍아 만든 거대한 마애상의 유래가 매우 드문 실정이어서 그 의미가 크다고 하겠다.

## 주포리 삼층석탑
석탑은 절터에 흐트러져 있던 것을 다시 세워놓은 것으로, 전체의 무게를 지탱해주던 기단(基壇)이 없어진 채 3층의 탑신(塔身)만 남아있다. 탑신의 각 몸돌은 모서리마다 기둥 모양을 본 뜬 조각을 두었다. 두터워 보이는 지붕돌은 3단씩의 받침을 밑면에 새겼으며, 처마는 수평을 이루다 네 귀퉁이에서 느리게 위로 들려있다. 3층 지붕돌 위에는 꽃봉오리 모양을 한 큼직한 머리장식이 놓여 있다. 두꺼운 지붕돌에 비해 몸돌이 가늘고 높아 전체적으로 길쭉한 느낌을 주고 있으며, 고려시대의 작품으로 추측된다.

### 현지 안내문
이 석탑은 신라 경애왕 때 창건되었다고 전해지는 황산사 터에 흩어져 있던 것을 다시 세운 것이다. 탑은 기단부가 없이 자연 암반 위에 넓게 깍은 2장의 돌과 그 위에 2단의 굄돌을 놓고, 3층의 석탑을 세웠다. 탑의 몸돌에는 모서리기둥을 새겨놓았다. 지붕돌은 크고 무거우며, 처마는 받침을 3단으로 만들었다. 탑의 몸돌보다 지붕돌이 지나치게 두꺼운 불안정한 모습을 하고 있어 고려시대 지방사회의 민간신앙 대상물로 만들어진 것으로 보인다. 높이는 2.8m이다.

## 현상변경 허용기준
2020년 1월 17일 문화재 주변 현상변경 허용기준이 고시되었다.

## 참고 자료
- 주포리미륵불및삼층석탑 - 국가유산청 국가유산포털